# Torgiano rosso riserva
Torgiano rosso riserva è la DOCG di un vino la cui produzione è consentita in provincia di Perugia.

## Zona di produzione
La zona di produzione delle uve comprende le aree vitate presenti nel comune di Torgiano in provincia di Perugia.

## Storia
Nel corso di scavi archeologici nei pressi dell'abitato è stat riportata alla luce una villa rustica del II secolo, con il ritrovamento, tra l'altro, di cisterne, canalizzazioni e un'ingente quantità di anfore vinarie. L'insediamento romano finì in rovina, ma Torgiano venne riedificato come castello del sistema difensivo perugino nella seconda metà del 1200. 
Numerosi rogiti notarili confermano le opere successivamente realizzate dai benedettini.

## Tecniche di produzione
Le operazioni di vinificazione e invecchiamento devono essere effettuate nel territorio del Comune di Torgiano o nei comuni limitrofi.
Può essere utilizzata la menzione "vigna" ed è obbligatorio indicare l'anno di produzione delle uve. Le uniche bottiglie consentite sono le bordolesi.

## Disciplinare
La DOC "Torgiano" è stata approvata con DPR 27.10.1978 G.U.75

La presente DOCG è stata da essa scorporata con DPR 20.10.1990 G.U. 59

Successivamente il disciplinare ha subito le seguenti modifiche:
- DM DM 30.11.2011 G.U. 295
- DM DM 07.03.2014 Pubblicato sul sito ufficiale del Mipaaf

La versione in vigore è stata approvata con DM 10.06.2014, pubblicato sul sito ufficiale del Mipaaf

## Tipologie

### Torgiano rosso riserva
| uvaggio                        | Sangiovese minimo 70%                    |
| titolo alcolometrico minimo    | 12,50%                                   |
| acidità totale minima          | 4,00 g/l.                                |
| estratto secco minimo          | 21,00 g/l                                |
| resa massima di uva per ettaro | 90 q.                                    |
| resa massima di uva in vino    | 65%                                      |
| invecchiamento                 | tre anni, di cui almeno sei in bottiglia |